# Gai yang

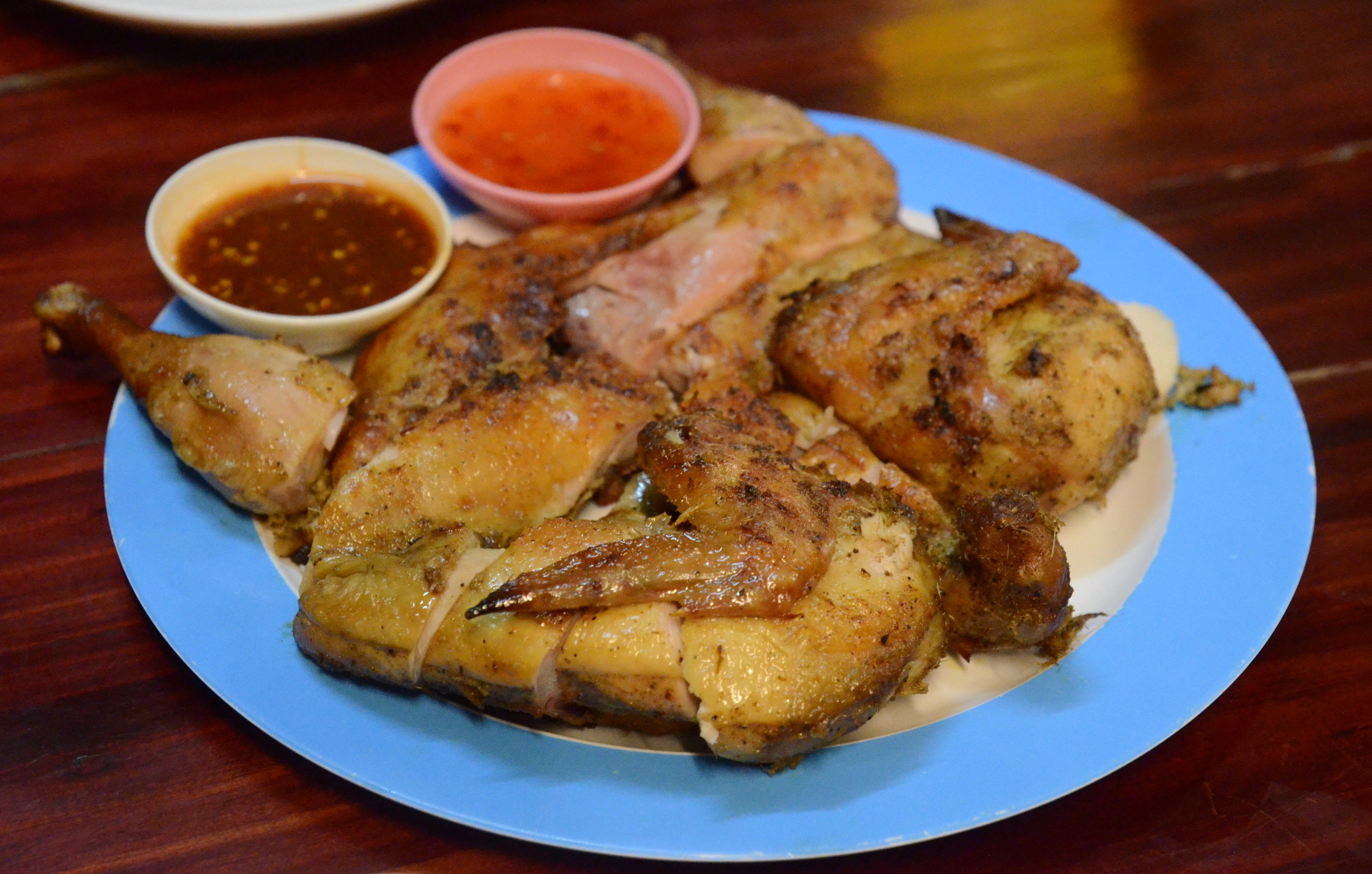
Gai Yang mit Saucen

Gai yang oder Kai yang (thailändisch ไก่ย่าง, Aussprache [kài jâːŋ], übersetzt gegrilltes Hühnchen) ist ein thailändisches Street-Food-Gericht in Form eines marinierten und gegrillten Hühnchens.

## Geschichte
Das Gericht stammt ursprünglich aus dem Isan, dem nordöstlichen Teil Thailands. Von dort verbreitete es sich über ganz Thailand.

## Zubereitung
Das Huhn wird in eine Marinade eingelegt, die aus Chili, Currypulver, Knoblauch, Korianderwurzeln, Soja- oder Fischsauce sowie je nach Geschmack weiteren Zutaten besteht. Nach dem Marinieren wird das Huhn gegrillt. Bei der traditionellen Zubereitung als Street Food wird das Huhn mittels Bambussplittern oder -stäbchen aufgefächert, um ein gleichmäßiges Garen zu gewährleisten.
Serviert wird das Huhn mit Klebreis und einer einfachen Sauce aus Chili, Essig und Knoblauch. Eine weitere gängige Beilage ist Papayasalat.

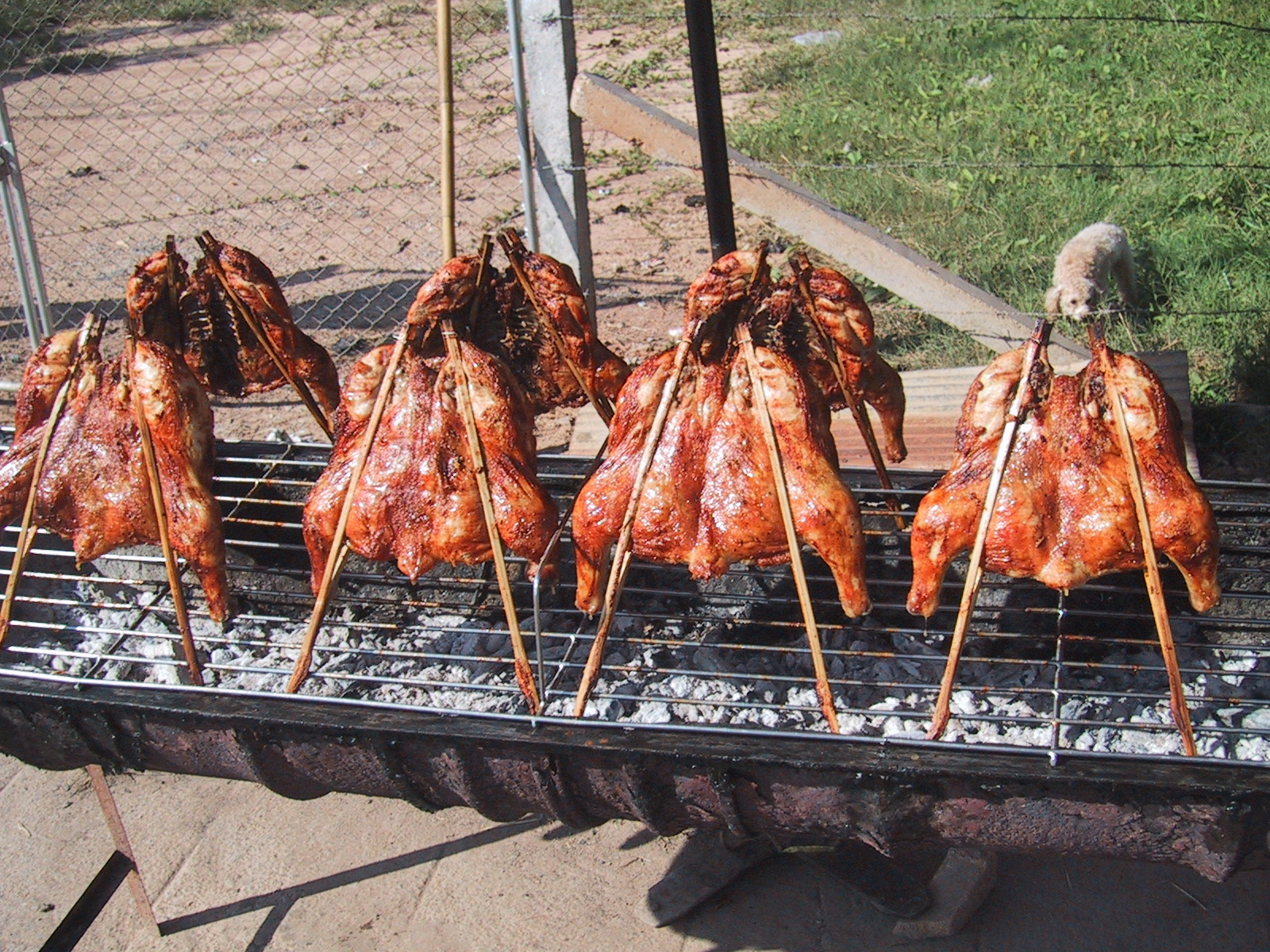
Gai Yang mit typischer Bambusstäbchen-Fixierung
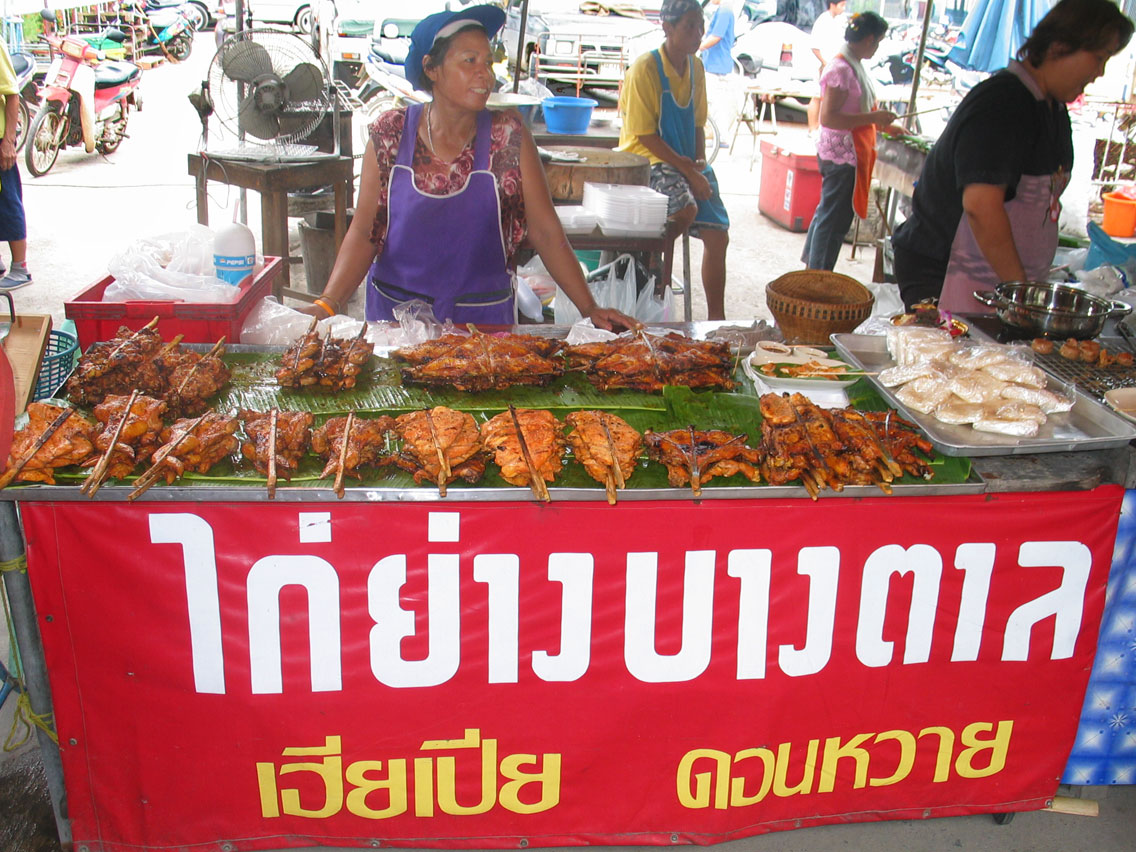
Gai Yang auf dem Alten Markt von Don Wai, Nakhon Pathom
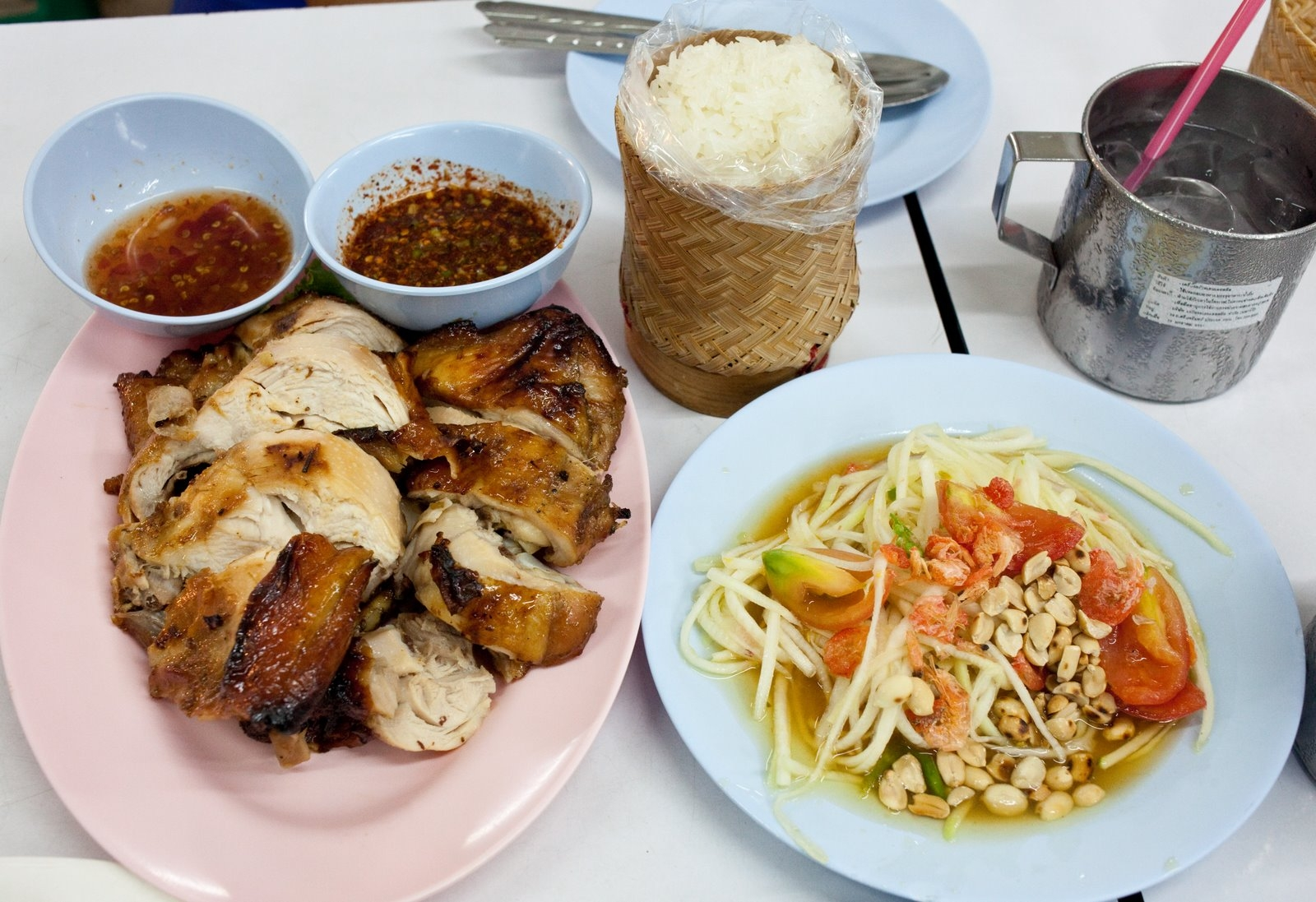
Gai Yang mit Saucen, Kao Niau (Klebreis) und Som Tam